# Station Écouen - Ézanville
Station Écouen - Ézanville is een spoorwegstation aan de spoorlijn Épinay-Villetaneuse - Le Tréport-Mers. Het ligt in de Franse gemeente Ézanville, vlak bij Écouen in het departement Val-d'Oise (Île-de-France).

## Ligging
Het station ligt op kilometerpunt 17,841 van de spoorlijn Épinay-Villetaneuse - Le Tréport-Mers.

## Diensten
Het station wordt aangedaan door verschillende treinen van Transilien lijn H:
- Tussen Paris-Nord en Persan - Beaumont via Montsoult - Maffliers
- Tussen Paris-Nord en Luzarches

## Vorige en volgende stations
| Richting          | Vorig station | Lijn    | Volgend station         | Richting   |
| ----------------- | ------------- | ------- | ----------------------- | ---------- |
| Persan - Beaumont | Domont        | Trans H | Sarcelles - Saint-Brice | Paris-Nord |
| Luzarches         | Domont        | Trans H | Sarcelles - Saint-Brice | Paris-Nord |